# Ярва (волость)
Я́рва (эст. Järva vald) – волость в Эстонии в составе уезда Ярвамаа.

## География
Находится в центральной части Эстонии. Северная часть волости расположена на возвышенности Пандивере, северо-западная — в Кырвемаа и южная часть — на Средне-Эстонской равнине. Почти 46 % площади волости занимают леса, 37 % — возделываемая земля, 5 % — природные луга. 
Площадь волости — 1 222,82 км². Плотность населения в 2021 году составила 7,2 человека на 1 км2.

## История
Волостной совет Ярва-Яани 28 января 2016 года выдвинул предложение об объединении волостей Албу, Амбла, Имавере, Ярва-Яани, Кареда, Койги, Коэру, Роосна-Аллику. Волости Роосна-Аллику и Коэру в ходе переговоров решили от объединения отказаться.
Волость Ярва была образована в результате административно-территориальной реформы путём слияния шести волостей: Албу, Амбла, Имавере, Ярва-Яани, Кареда и Койги. В июне 2017 года правительство Эстонии приняло решение включить в состав волости Ярва волость Коэру, несмотря на нежелание последней на присоединение. Это решение было безуспешно оспорено волостным советом Коэру в Верховном суде Эстонии.
Административный центр волости Ярва — городской посёлок Ярва-Яани. Образованы также региональные центры обслуживания населения в посёлках Аравете, Коэру, Пеэтри и в деревнях Койги и Имавере, а также пункт обслуживания в посёлке Амбла.

## Символика
Герб: на геральдическом щите в верхней части золотого/жёлтого цвета чёрного цвета волк. В отделённой волнистой линией нижней части герба на зелёном фоне золотой/жёлтый солнечный крест.
Золотой/жёлтый цвет символизирует благородство и высокую мораль. Чёрный цвет — мудрость, уважение к предкам и устойчивость. Волк символизирует бдительность, лояльность и смелость. Зелёный — цвет леса и плодородия. Солнечный крест символизирует жизнь и счастье древних северных народов, солнце, вселенную и также преемственность. Плавная волнистая линия на переходе золотого/жёлтого и зелёного цветов отсылает с красивым озёрам Средней Эстонии и к названию волости (järv с эст. — «озеро»). 
Флаг: за основу принят герб без изображения солнечного креста. Соотношение ширины и длины полотнища 7:11. Нормальный размер 105 x 165 см.

## Население
По данным Регистра народонаселения, 1 января 2018 года в волости насчитывался 9121 житель. В период 2013–2018 годов численность населения волости постоянно снижалась, в среднем на 1,7 % в год, в абсолютном значении почти на 1000 человек. Естественный прирост населения и сальдо миграции в этот период были постоянно негативными. Число людей трудоспособного возраста за пять лет снизилось на 16 % или на 1000 человек, что привело к снижению налоговых поступлений в волостной бюджет. В то же время растёт число и удельный вес пожилых людей, нуждающихся в социальных услугах. При условии сохранения существующих тенденций к 2025 году число жителей волости составит менее 8000 человек, а к 2030 году — около 7000 человек.

## Населённые пункты

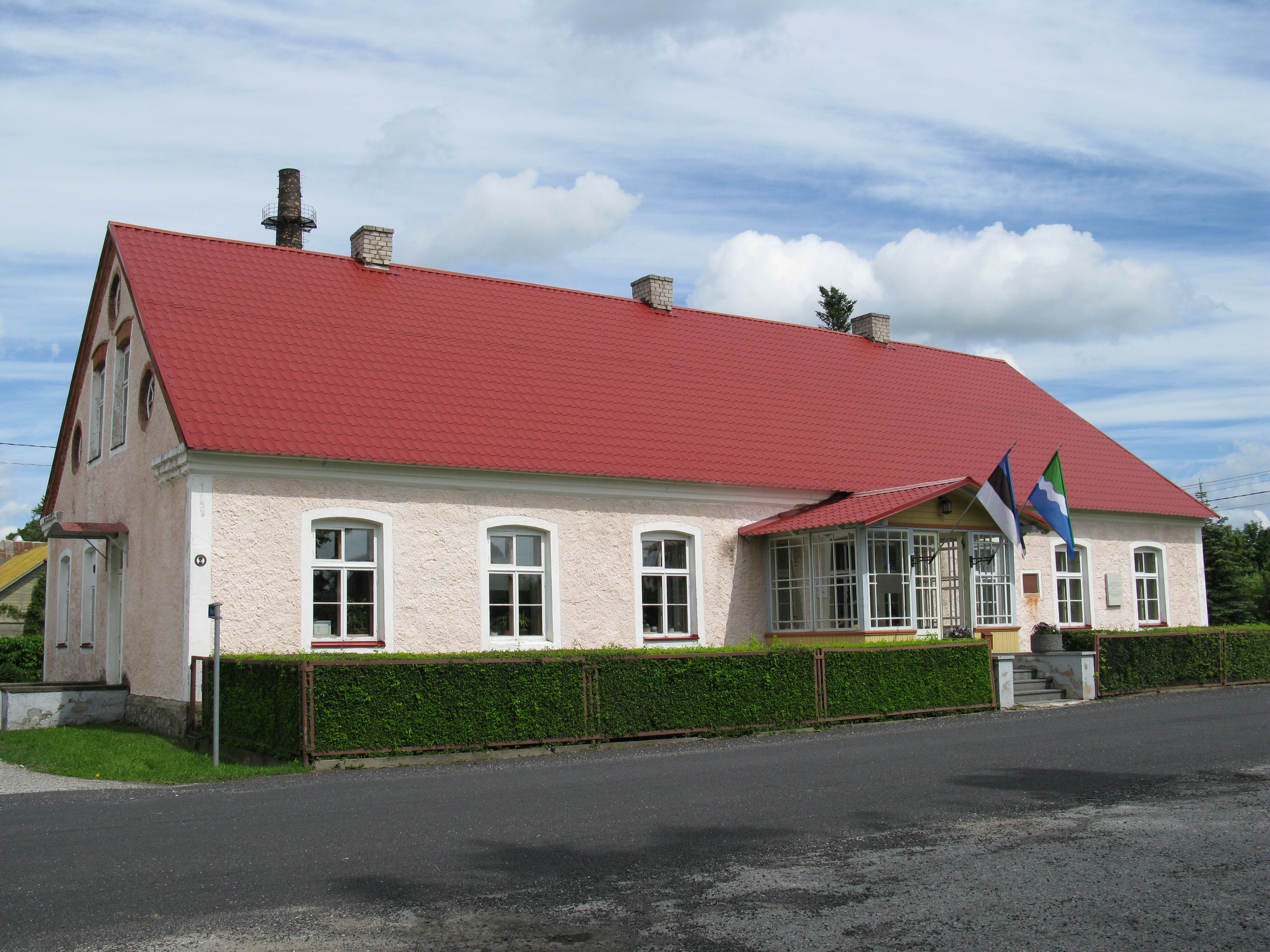
Дом волостной управы Амбла

В составе волости 1 городской посёлок, 5 посёлков и 100 деревень.

Городской посёлок: Ярва-Яани.

Посёлки: Амбла, Аравете, Коэру, Кяравете, Пеэтри.

Деревни:  Абая, Албу, Агери, Аммута, Ахула, Ару, Атасте, Ваали, Валила, Вао, Ваху, Ветепере, Висусти, Водья, Вути, Выревере,  Вяйке-Кареда, Вяйнъярве, Имавере, Йыгисоо, Йыэ, Каалепи, Кагавере, Калитса, Капу, Кареда, Карину, Кахала, Кери, Кёйзи, Кийгвере, Койги, Койду-Иллавере, Кукевере, Куксема, Курисоо, Куусна, Кюти, Кясуконна, Лаанеотса, Лайметса, Лехтметса, Луйсвере, Ляхевере, Мерья, Метсла, Метстагузе, Мынувере,  Мюэслери, Мягисе, Мягеде, Мярьянди, Нейтла, Норра, Оргметса, Пеэду, Пранди, Преэди,  Пухму, Пуйату, Пуллевере, Пяйнурме, Пялластвере, Пятсавере,  Рава, Рака, Рамма, Рейневере, Роосна, Рутиквере, Рыху, Салутагузе, Сантови, Сейдла, Сели, Силмси, Соосалу, Сугалепа, Сыранду,  Сяэскюла, Таадиквере, Таммекюла, Таммику, Тамси, Тудре, Удева, Хермани, Хуукси, Ыле, Эйствере, Эмбра, Эрвита, Эсна, Ээтла, Юлейыэ, Ялалыпе, Яламетса, Ялгсема, Яравере, Ярва-Мадизе.

## Статистика
Данные Департамента статистики о волости Ярва:

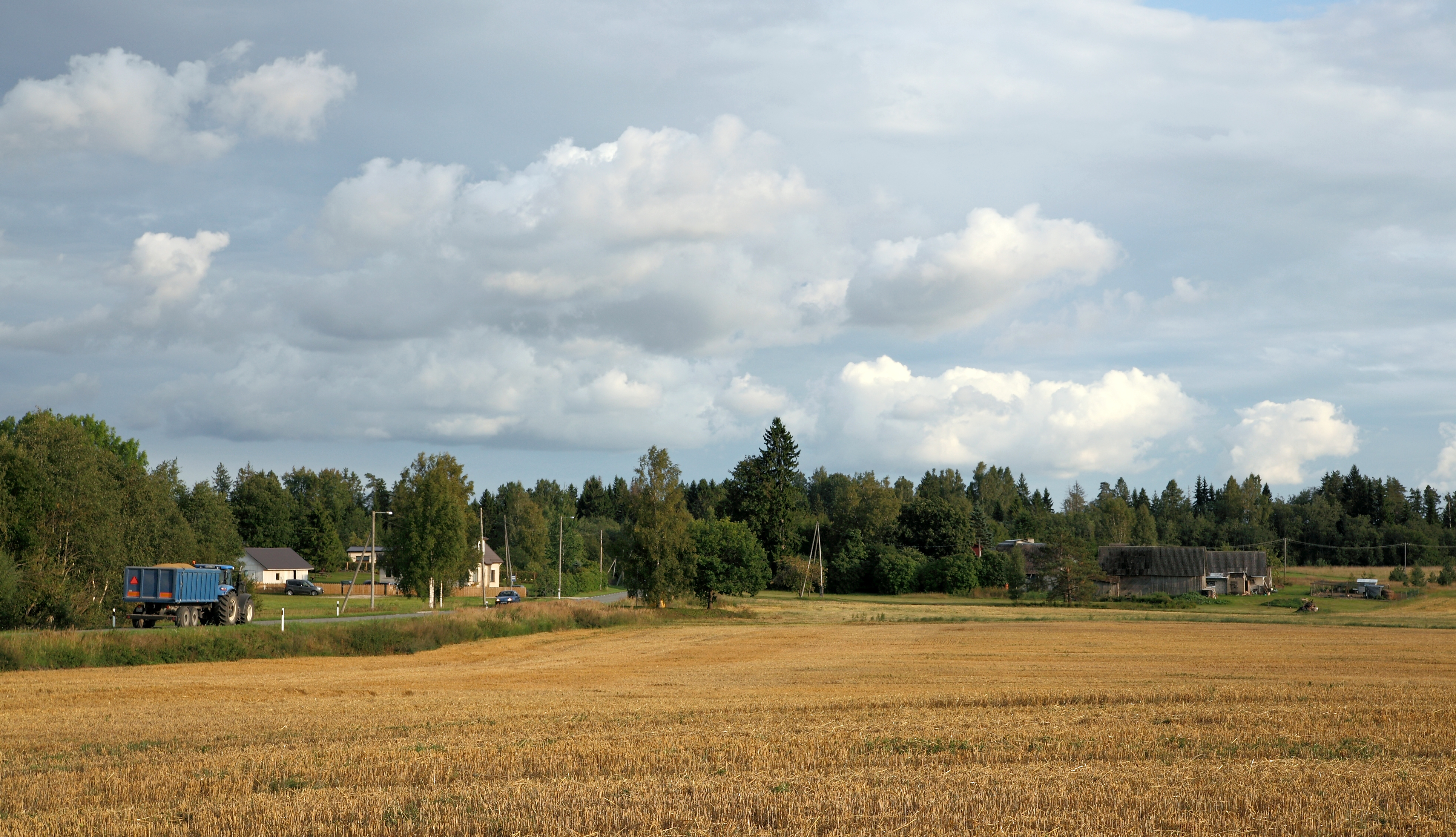
Деревня Пеэду

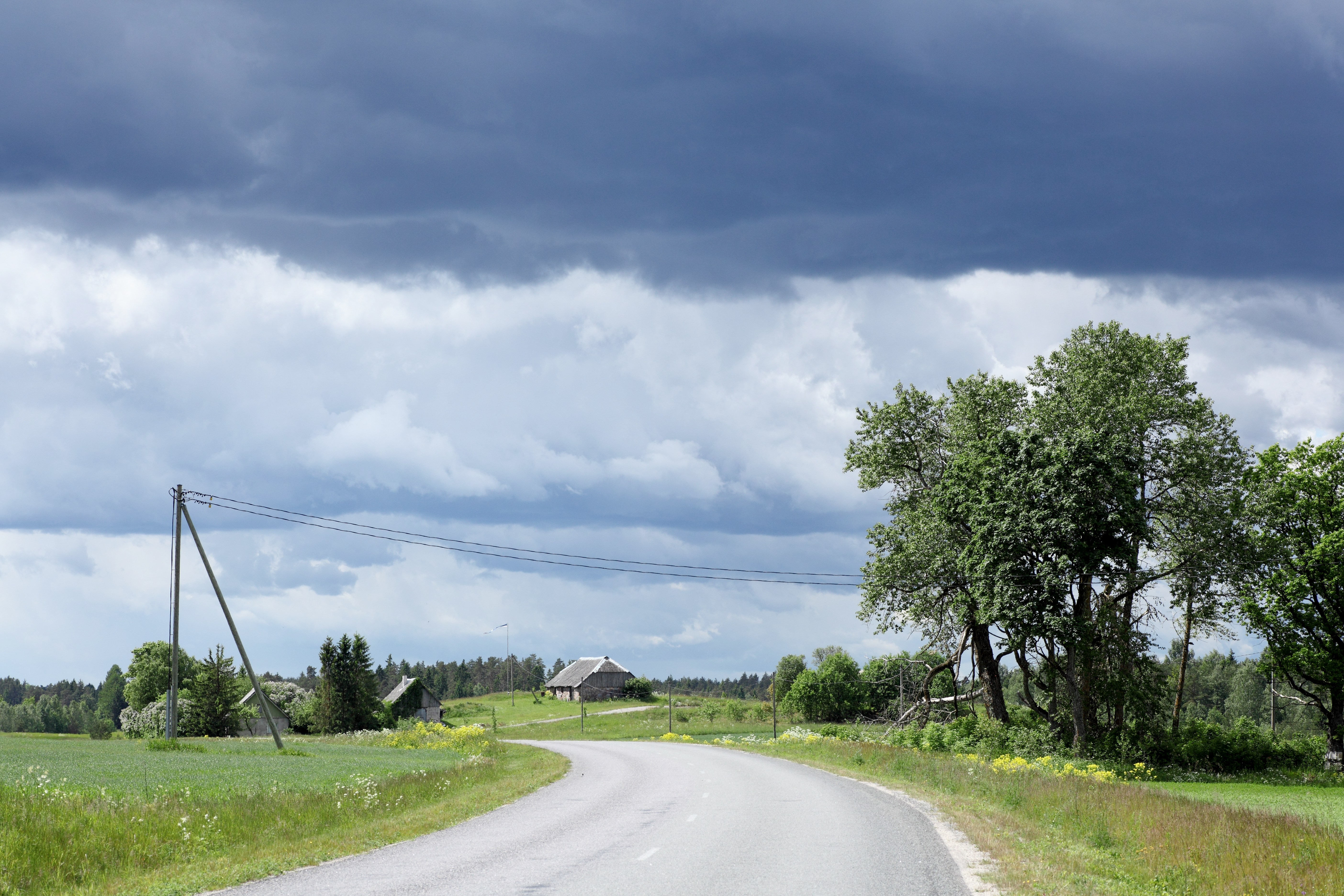
Деревня Лехтметса

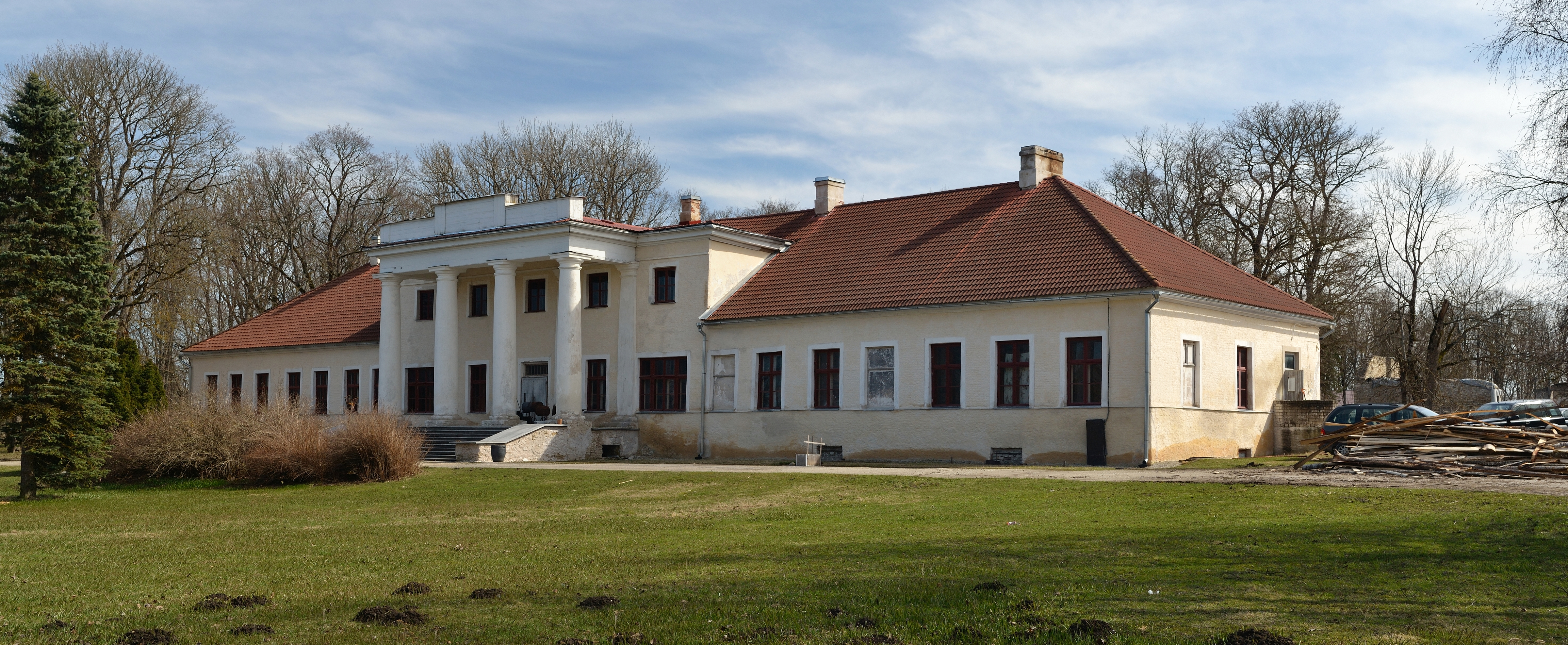
Мыза Эрвита

Число жителей на 1 января каждого года:
| Год     | 2016 | 2017   | 2018   | 2019   | 2020   | 2021   | 2022   |
| ------- | ---- | ------ | ------ | ------ | ------ | ------ | ------ |
| Человек | 9287 | ↘ 9084 | ↘ 8984 | ↘ 8910 | ↗ 8937 | ↘ 8837 | ↘ 8632 |

Число рождений:
| Год           | 2016 | 2017 | 2018  | 2019 | 2020  |
| ------------- | ---- | ---- | ----- | ---- | ----- |
| Живорождённых | 101  | ↘ 99 | ↗ 100 | ↘ 91 | ↗ 101 |

Число смертей:
| Год     | 2016 | 2017  | 2018  | 2019  |
| ------- | ---- | ----- | ----- | ----- |
| Умерших | 121  | ↘ 119 | ↗ 141 | ↘ 121 |

Зарегистрированные безработные:
| Год     | 2016 | 2017  | 2018  | 2019  | 2021 (август) |
| ------- | ---- | ----- | ----- | ----- | ------------- |
| Человек | 192  | ↗ 219 | ↗ 235 | ↘ 219 | ↗ 244         |

Средняя брутто-зарплата работника:
| Год  | 2016   | 2017       | 2018       | 2019       | 2020       |
| ---- | ------ | ---------- | ---------- | ---------- | ---------- |
| Евро | 980,51 | ↗ 1 050,53 | ↗ 1 105,88 | ↗ 1 180,47 | ↗ 1 229,40 |

В 2019 году волость Ярва занимала 41 место по величине средней брутто-зарплаты среди 79 муниципалитетов Эстонии.
Число учеников в школах:
| Год     | 2016 | 2017  | 2018  | 2019    |
| ------- | ---- | ----- | ----- | ------- |
| Человек | 983  | ↗ 995 | ↘ 989 | ↗ 1 012 |

## Экономика
Крупнейшие работодатели волости по состоянию на 30 июня 2020 года:
| Предприятие/организация | Вид деятельности                                                             | Численность работников |
| ----------------------- | ---------------------------------------------------------------------------- | ---------------------- |
| Konesko AS              | Производство комплектующих для электропроводки                               | 385                    |
| Волостная управа Ярва   | Орган государственного управления                                            | 241                    |
| E-Piim Tootmine AS      | Производство сыра и творога                                                  | 195                    |
| Koeru Hooldekeskus SA   | Деятельность по уходу за престарелыми и инвалидами                           | 122                    |
| Aravete Agro AS         | Смешанное сельское хозяйство                                                 | 63                     |
| Fineltec Baltic OÜ      | Производство электрического оборудования                                     | 57                     |
| Koeru Keskkool          | Средняя школа                                                                | 52                     |
| Järva-Jaani Gümnaasium  | Гимназия                                                                     | 49                     |
| Terasman OÜ             | Производство металлических конструкций                                       | 43                     |
| Arctic Finland House OÜ | Производство складных деревянных строений (сауны, дачи, дома) и их элементов | 35                     |